# Paulina Mikuła
Paulina Mikuła (Tomaszów Lubelski, 30 giugno 1988) è una giornalista, manager e youtuber polacca, nota personalità di Internet e diffusore della conoscenza della lingua polacca.

## Biografia
Laureata in polonistica dell'Università di Varsavia, nel 2013 ha creato il vlog Mówiąc Inaczej (in collaborazione con LifeTube), in cui spiega come utilizzare normativamente la lingua polacca. Nel 2016 gli iscritti al suo canale YouTube hanno raggiunto il numero di 200 000. Nello stesso anno Mikuła ha scritto la guida Mówiąc inaczej, pubblicata da Flow Books.
Nel 2016, con Anna Gacek, Mikuła ha presentato la prima edizione del programma Bake Off - Ale ciacho! su TVP2.